# Zaginiona (film 2007)
Zaginiona (ang. The Girl in the Park) – amerykański dramat filmowy z 2007 roku w reżyserii Davida Auburna.

## Obsada
- Sigourney Weaver jako Julia Sandburg
- Kate Bosworth jako Louise
- Alessandro Nivola jako Chris
- Keri Russell jako Celeste
- David Rasche jako Doug
- Elias Koteas jako Raymond